# Paula Berry
Paula Berry (ur. 18 lutego 1969 w John Day w stanie Oregon) – amerykańska lekkoatletka, która specjalizowała się w rzucie oszczepem.
W 1992 roku startowała na igrzyskach olimpijskich (odpadła w eliminacjach). Rok wcześniej bez powodzenia brała udział w mistrzostwach świata, także na eliminacjach zakończyła start podczas mistrzostw świata juniorów (1988). Brązowa medalistka uniwersjady (1991). Złota medalistka mistrzostw NCAA (1991). Rekord życiowy: 61,60 (1991, stary model oszczepu).